# ベーラ3世 (ハンガリー王)

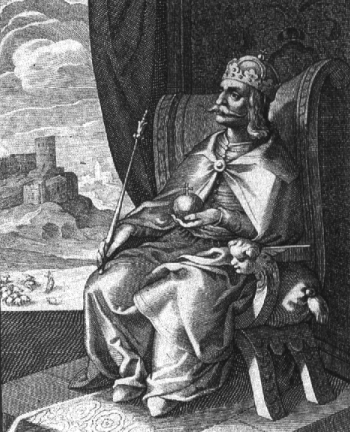
ベーラ3世

ベーラ3世 （ハンガリー語: III. Béla、クロアチア語: Bela III、スロバキア語: Belo III、1148年頃 - 1196年4月23日）は、 ハンガリー王国アールパード朝のハンガリー国王、およびクロアチア国王（在位：1172年 - 1196年）。ハンガリー王ゲーザ2世とエフロシニヤ・ムスチスラヴナの次男にあたる。

## 概要
1161年頃にベーラは母のエフロシニヤからクロアチア、ダルマチア中央部、シルミウムを含む公国を授与された。1162年にハンガリー王に即位した兄イシュトヴァーン3世と東ローマ皇帝マヌエル1世コムネノスの間に結ばれた条約によって、ベーラは1163年にコンスタンティノープルに移送される。コンスタンティノープルに送られたベーラはマヌエル1世から「アレクシオス」の名前、上級の宮廷職として新設されたデスポトの称号を与えられ、マヌエル1世の娘マリア・コムネナとの婚約が取り決められた。イシュトヴァーン3世はベーラの世襲地であるクロアチア、ダルマチア、シルミウムにおける東ローマの支配力の抑制を試み、1164年から1167年にかけてハンガリーと東ローマの間に武力衝突が発生する。1165年にマヌエル1世から帝位継承者に指名されたベーラは3度にわたるハンガリー遠征に従軍した。1169年にマヌエル1世が男子（後の東ローマ皇帝アレクシオス2世）を授かると、ベーラとマリアの婚約は解消される。マヌエル1世はベーラからデスポトの称号を没収し、下位のカエサルの称号を授与した。
1172年3月4日にイシュトヴァーン3世が没した時、ベーラはハンガリーへの帰国を決意し、出発に際して東ローマとの戦争を行わないことを誓約した。ハンガリーの高位聖職者と貴族は満場一致でベーラの即位を承認するが、エステルゴム大司教ルカーチはベーラの聖職売買の疑惑を挙げて即位に反対した。最終的に教皇アレクサンデル3世の承認を受けて、1173年1月18日にベーラはカロチャ大司教からハンガリー王に戴冠された。即位したベーラは競争相手である弟のゲーザを逮捕し、10年以上にわたって彼を獄中に監禁する。マヌエル1世の死後に東ローマ内で起きた混乱に乗じて、ベーラはクロアチア、ダルマチア、シルミウムを東ローマから奪回した。1188年にはガーリチ公国を占領するが、2年足らずで喪失した。
ベーラ3世は当時のヨーロッパの君主の中で最も裕福な人物とされているが、その根拠となる収入表の信憑性は疑問視されている。ベーラ3世の時代には筆写による記録が推進され、14世紀以降のハンガリーの年代記ではベーラは宮廷裁判所の確立に大きな役割を果たしたことが述べられている。
また、ベーラの治世にエステルゴムに建てられた宮殿は、中央ヨーロッパにおける最初期のゴシック建設の一つに挙げられている。

## 生涯

### 幼少期

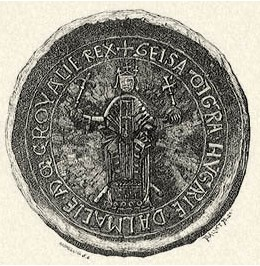
ゲーザ2世の印章

ベーラ3世はハンガリー王ゲーザ2世とキエフのエフロシニヤ・ムスチスラヴナの次男として生まれるが、彼の誕生日についての記録は残されていない。後世に実施された遺骨の調査によって没時の年齢が49歳前後であることが明らかになり、1148年頃に生まれたと推定されている。
ベーラ3世と同時代の歴史家ヨハネス・キンナモスの「ゲーザ2世は生きている間に領土を分配した」という記述は、ゲーザ2世が幼少期のベーラに領土を授与したことを示している。ベーラに与えられた領土については諸説分かれており、キンナモスの「ベーラの相続地」に関する記述から数十年にわたってハンガリー王国の宗主権を受け入れていたシベニク、スプリト、トロギルを含むダルマチア中央部はベーラの世襲地に確実に含まれていたと考えられている。歴史家のFerenc MakkとGyula Moravcsik はベーラがクロアチアを授与されたという点で意見が一致しているが、シルミウムが領地に含まれていたか、父の死後に相続したかについては研究者の間で意見が分かれている。また、Warren Treadgoldはベーラの世襲地にはボスニアも含まれていたと主張している。ベーラがゲーザ2世から公国を授与された正確な日付は判明していないが、Makkは1161年頃に公国を与えられたと考えている。
1162年5月31日にゲーザ2世が没した後、ゲーザ2世の長男イシュトヴァーン3世がハンガリー王位を継承した。イシュトヴァーン3世は即位して間もなく、反乱を起こした叔父のラースロー、イシュトヴァーンによってハンガリーを追放される。ラースローたちの反乱には東ローマ皇帝マヌエル1世も加担していたが、1163年の半ばにハンガリーに帰国したイシュトヴァーン3世は武力によって王位を回復した。反乱が発生した1162年から1163年にかけての時期のベーラの動向は確認できないが、兄と叔父たちの間で中立を保っていたと考えられている。
1163年にマヌエル1世はイシュトヴァーン3世と和約を結び、ラースローらイシュトヴァーン3世の政敵への支援を絶った。和平と引き換えにイシュトヴァーン3世はベーラを東ローマ帝国の首都コンスタンティノープルに送り、東ローマがベーラが相続した公国を領有することに同意し、マヌエル1世はベーラと娘のマリアの結婚を約束した。

### デスポテース・アレクシオス

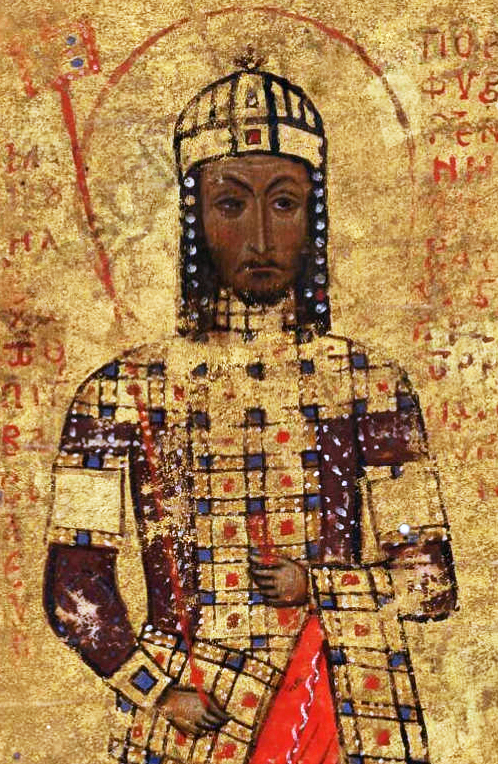
190px 東ローマ皇帝マヌエル1世 - ベーラ＝アレクシオスは1165年から1169年の間、皇帝の後継者に指名されていた。

マヌエル1世の元から派遣された使者に伴われ、1163年末にベーラはコンスタンティノープルに到着した。ベーラはアレクシオスに改名し、従来は皇帝だけが使用していたデスポテースの称号を与えられ、ベーラとマヌエル1世の娘マリアの結婚が正式に発表された。
1164年夏にイシュトヴァーン3世はシルミウムに侵入する。キンナモスによって、マヌエル1世はイシュトヴァーン3世の元に軍を率いて進み、「ハンガリーに対して戦争を行うのではなく、ベーラの土地を回復するのだ」と述べたことが記されている。ハンガリーの迎撃に際して、ベーラはかつて反乱を起こした叔父のイシュトヴァーンや縁戚のステファノス・カラマノスとともにマヌエル1世に従軍した。戦争の開始から間も無くイシュトヴァーン3世は平和条約に調印し、ベーラに与えられていた領地に対する権利の放棄を認めなければならなかった。東ローマ軍はシルミウムを占領し、シルミウムは東ローマの行政区画に編入された。
1165年春、イシュトヴァーン3世はシルミウムへの新たな軍事作戦を開始する。マヌエル1世はハンガリー軍の迎撃を命じ、ベーラは再びマヌエルに同行した。東ローマ軍がジモニ（現在のセルビアのゼムン）を奪還した後、ベーラは捕虜としたハンガリー兵の処刑を取りやめるよう、マヌエル1世に願い出た。また、東ローマ軍はダルマチアを占領する。イシュトヴァーン3世とマヌエル1世の間に結ばれた新たな平和条約によって、ベーラの公国の宗主権が東ローマ帝国にあることが確認され、ダルマチアとボスニアは東ローマのテマに編入される。
1165年の秋に、マヌエル1世は公に自分の娘とベーラを後継者に指名し、東ローマの貴族たちにベーラへの忠誠を宣誓させた。マヌエル1世の従兄弟であるアンドロニコス・コムネノスだけは勇気を奮ってマヌエル1世の行動を非難し、「全てのローマ人の男には王女と床を共にする価値がないと考えて、あらゆる人物の中からこの外国の侵入者をローマの皇帝に選び、支配者の椅子に座らせるとは皇帝は気が狂ってしまわれたのか?」と抗弁したことが、同時代の人間であるニケタス・コニアテスによって伝えられている。1166年春、プロトストラトルのAlexios Axouchがハンガリー軍のシルミウム侵入に対する報復の軍を率いて出撃すると、ベーラは彼に同行した。1166年4月11日にマヌエル1世はベーラとマリアの間に結ばれていた七等親間の婚約を無効とするコンスタンティノープル総主教府の決定を受け取った。1166年の秋にマヌエル1世はシチリアの新王グリエルモ2世にマリアとの結婚を持ちかける。
1167年にハンガリーと東ローマの間に新たな戦争が勃発し、同時代の歴史家ラーエヴィンはベーラがイシュトヴァーン3世に対して「王国を要求した」ことが戦争の原因であると記している。また、ミューゲルンのハインリヒはベーラの軍隊に多くのハンガリー人が従軍していた事を記録し、「ハンガリー王国の権利はベーラに属する」と述べている。1167年7月8日に東ローマ軍はシルミウムの戦いでハンガリー軍に大勝を収める。戦後ハンガリー軍と東ローマ軍の間に和平条約が調印され、東ローマがダルマチア中央部、ボスニア、シルミウムの支配権を有することが確認された。

### 「カエサル・アレクシオス」として
1169年9月14日にマヌエル1世の妃マリアは男児を産み、生まれた子供はアレクシオスと名付けられた。マヌエル1世はベーラと娘のマリアの婚約を解消し、ベーラのデスポテースの称号を剥奪した上で下位の称号である「カエサル」を授与した。1170年春にベーラはマヌエル1世の義理の姉妹であるアグネスと結婚し、二人は中東に聖地巡礼の旅に出た。エルサレムに到着した二人は歓迎を受け、歓待の対価として聖ヨハネ騎士団に10,000ベザントを寄贈した。ベーラが寄付に際して発行した書状には「Lord A., Duke of Hungary, Dalmatia and Croatia」という称号が記されていたが、マヌエル1世が授けたカエサルの称号は含まれていなかった。

### ハンガリー国王への即位
1172年3月4日にハンガリーのイシュトヴァーン3世が没する。エステルゴムに滞在していたリューベックのアーノルドはイシュトヴァーン3世がベーラの支持者によって毒殺されたことを示唆する噂を記録しているが、この噂の真偽を検証する資料はアーノルドの記録のほかには存在しない。
ハンガリーの使節団はマヌエル1世、セルディカ（現在のブルガリアのソフィア）のベーラの元を訪れた。キンナモスの記録によれば、彼の兄弟が亡くなった後に「ベーラに正統性がある」ため「ベーラを王として派遣する」ことを求めたという。また、キンナモスはマヌエル1世が自身と東ローマ帝国のために「"promised an oath to observe for the whole course of his life whatever would be beneficial」上でベーラを王としたと伝えている。また、1196年に東ローマ皇帝イサキオス2世によって作成された書簡には、ベーラはセルビアが東ローマを攻撃した場合、彼らに援助を行わないことも約束していたことが記されている。
4月下旬、あるいは5月上旬にベーラ夫妻はセーケシュフェヘールヴァールに到着する。1179年に教皇アレクサンデル3世にむけて書かれた手紙には、ベーラは「ハンガリー王国の要人」によって全会一致で国王に選出されたことが記されている。しかし、エステルゴム大司教ルカーチが戴冠式の実施を拒否したため、ベーラの戴冠式は延期される。ベーラが議会の参加者に高価な衣服を贈っていたため、大司教は王が聖職の売買を行っていると非難した。大司教ルカーチはベーラの治世において「東西教会のシスマ」の影響が増大することを恐れていたと考えられているが、それにも関わらず大多数の封建貴族と高位聖職者はベーラへの忠誠を保ち続けていた。ベーラは大司教ルカーチに対抗するため、聖座に支援を求めた。ベーラの要請に応じて、アレクサンデル3世はカロチャ大司教にベーラを聖別し、「頭上に王冠を置く」ことを認めた。1173年1月18日にベーラの戴冠式が行われた。ベーラはエステルゴム大司教がハンガリー王位の戴冠を行う権利を確認する憲章を発布した。いわゆるギリシャ王冠とラテン王冠が結合して聖イシュトヴァーンの王冠となったのは、彼の治世と考えられている。

### ハンガリー国内での対立
ベーラはエステルゴム大司教ルカーチを疎んじるようになり、ベーラの治世の初年にルカーチの待遇は悪化する。従来ハンガリー王室の人間への洗礼の施しはエステルゴム大司教の職務となっていたが、1174年にルカーチに代えてカロチャ大司教がベーラの長子イムレに洗礼を授ける。
ベーラは弟のゲーザを獄中に閉じ込めていたが、1174年から1175年の間にゲーザは脱獄してオーストリアに亡命する。オーストリア公ハインリヒ2世がゲーザの引渡しを拒んだため、ベーラはボヘミア公ソビェスラフ2世と計らってオーストリアの襲撃を計画した。マヌエル1世がアナトリア半島のイスラーム国家ルーム・セルジューク朝に対して遠征を実施した際にベーラはマヌエル1世の元に援軍を派遣するが、1176年9月17日のミュリオケファロンの戦いで東ローマ・ハンガリーの連合軍は敗北を喫する。
ゲーザは神聖ローマ皇帝フリードリヒ1世と面会するためにソビェスラフ2世の説得を試みたが、ソビェスラフ2世はゲーザを逮捕し、1177年にゲーザはハンガリー王国に引き渡された。ベーラは再びゲーザを投獄し、彼らの母親であるエフロシニヤもベーラによって幽閉される。フリードリヒ1世はゲーザを逮捕したソビェスラフ2世への報復として彼を廃位し、新たにプシェミスル家の一員であるベドジフ（ハインリヒ）をボヘミア公位に就けた。さらにフリードリヒ1世はボヘミアに攻撃を加えるためにレオポルト5世を新たなオーストリア公に推戴するが、ベーラはレオポルト5世に武力の行使を示唆し、ボヘミアから手を引かせることに成功した。
1176年頃、長らくベーラから重用されていたカロチャ大司教アンドラーシュがベーラを侮辱する事件が起きる。ベーラはすぐさまアンドラーシュと彼の支持者であるセーケシュフェヘールヴァールの司教座聖堂首席司祭の地位を奪い、大司教の財産を押収した。教皇アレクサンデル3世はベーラを教会法に照らして処罰するが、ルカーチと和解したベーラは彼から刑の解除の宣告を受け、アンドラーシュを追放した。両者の衝突は教皇庁の仲介によって終息し、アンドラーシュはベーラに許しを乞う代わりに、ベーラは彼をカロチャ大司教の地位に復職させる。

### 国内の改革と対外拡張
ベーラの招きに応じて、フランスのシトー会の修道士がハンガリーを訪れ、1179年から1184年の間にジルク、セントゴッタールド、ピリス山地などの土地にシトー会の修道院が新設された。1180年代に入るとベーラは威厳のある王城とエステルゴムの新たな大聖堂の建設を開始し、常に国内を巡察していた。Bulkeszi（現在のセルビアのMaglić）で発見された碑文には、ベーラがこの村に誘致されたドイツ人移住者の名付け親になったことが記されている。

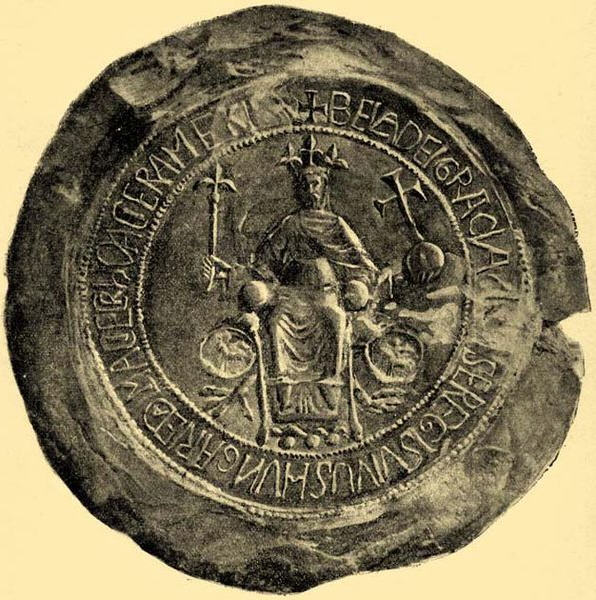
ベーラ3世の印章

ベーラはコンスタンティノープルの宮廷でよく組織化された行政機構の重要性を学んでいた。『彩飾年代記』には、ハンガリーがローマ帝国の宮廷で慣例的に使用されていたものと同一の形式の訴状を導入したことが記されており、これはベーラの治世に王室裁判所が独立した行政機関として機能し始めたことを示している。ベーラは筆記の重要性を強調し、1181年に自分の面前であらゆる特許状を書き残すように命令した。
1180年9月24日にマヌエル1世が没し、この事件から6か月以内にベーラはダルマチアの宗主権を回復するが、この出来事についての同時代の詳細な記述は確認されていない。13世紀のスプリトの聖職者トマスは、マヌエル1世が没して間もなくスプリトの住民は「ハンガリーの支配に帰した」ことを記している。1181年初頭にはザダルもベーラの宗主権を受け入れた。ハンガリーの拡張に対する東ローマ帝国の反応について、史学者のジョン.V.A.ファインはアドリア海沿岸部にヴェネツィア共和国が進出するよりもハンガリーの支配下に置かれたほうが良いと東ローマ側は判断したと推測し、著書の中で「表面上は血を流さず、帝国の同意の上で」ハンガリーはダルマチアの宗主権を回復したと記している。
ハンガリーがシルミウムを奪回した経緯についても不明瞭な点がある。アンドロニコス・コムネノスは、皇帝アレクシオス2世の母マリアが彼女の義理の兄弟であるベーラを扇動して1182年5月にベオグラードとブラニチェヴォを含む地域を攻撃させたと非難したが、アンドロニコスの発言は当時ハンガリーがシルミウムを占領していたことを示唆している。 同月にアンドロニコスはマリアを逮捕し、年末には彼女を殺害する。ベーラは東ローマ帝国の無政府状態に乗じて1183年前半にニシュとセルディカに進出し、セルディカでは聖遺物であるリラの聖イヴァンの棺を押収し、「盛大な儀礼を催してハンガリーに護送し、敬意をもってエステルゴムの教会に安置する」ことを命令したことが記録されている。Makkはベーラがドナウ川以南の地域から撤退したと記しているが、反対にポール・スティーブンソンはベーラがそれらの土地を保有し続けたと主張している。
1183年末にアンドロニコス・コムネノスはアレクシオス2世を殺害する。アンドロニコスと敵対する勢力はベーラを含む多くの君主にアンドロニコスへの攻撃を促す書簡を送り、1185年初頭にハンガリー軍が東ローマ領に侵入したことが伝えられている。1183年9月にアンドロニコスが廃位された後、ベーラは新たに皇帝となったイサキオス2世との間で和平条約に調印する。イサキオス2世はベーラの娘マルギトと結婚し、ベーラは娘の婚資としてニシュとブラニチェヴォを含む地域を東ローマに譲渡し、リラの聖イヴァンの棺もセルディカに返還された。1186年2月にベーラはフランス王フィリップ2世の娘マルグリットと結婚する。

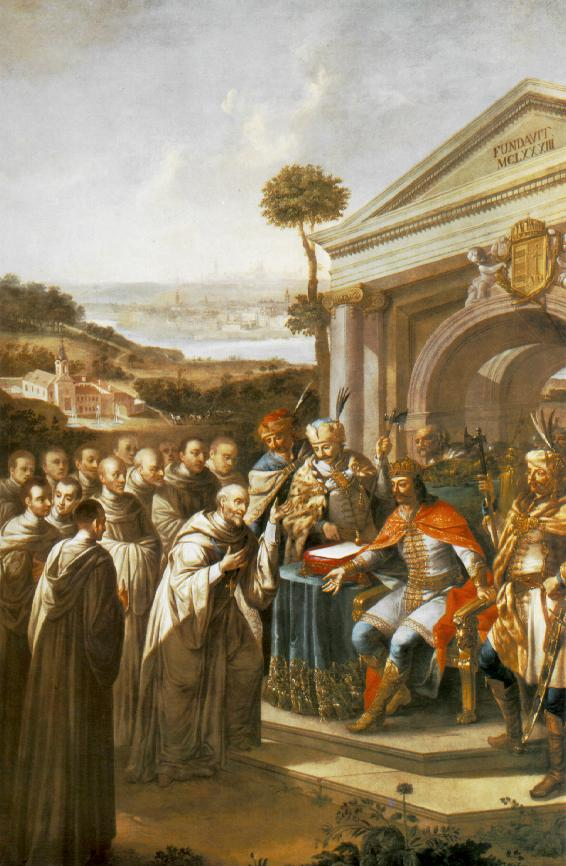
セントゴッタールド修道院の設立（Stephan Dorfmeister作、1795年頃）

1187年にザダルはヴェネツィア共和国のドージェ・オリオ・マストロピエノの包囲を受けるが、ヴェネツィアの艦隊は防備を固められた町を陥落させることができなかった。1188年末にボヤール（貴族）の反乱に遭ったガーリチ（ガリツィア）公ウラジーミル・ヤロスラヴィチがハンガリーに亡命する。ガリツィアはヴォルイニ公ロマン・ムスティスラーヴィチの支配下に入るが、ロマンはガリツィアに侵入したハンガリー軍の攻撃を受けて退却した。ロマンが敗れた後もウラジーミルの地位は回復されず、ベーラは彼を投獄し、息子のアンドラーシュをガリツィアの統治者に任命する。ガリツィア征服の象徴として、ベーラはガリツィア王の称号を加えた。
1187年夏に神聖ローマ皇帝フリードリヒ1世が指揮するドイツの十字軍がハンガリー国内を通過した。ベーラはフリードリヒを歓待し、バルカン半島を通過する十字軍を護衛するために軍隊を派遣した。また、ベーラはフリードリヒの要求に応じて獄中のゲーザを釈放し、ゲーザはハンガリーを出国して十字軍に参加する。バルカン半島を進軍するドイツ十字軍と東ローマ帝国との関係は悪化し、半ば戦争状態に突入していたが、ベーラの仲介によってフリードリヒとイサキオス2世は和約を結んだ。
1189年/1190年の初めにウラジーミル・ヤロスラヴィチが脱獄し、ウラジーミルはポーランド大公カジミェシュ2世の力を借りてアンドラーシュをガリツィアから追放し、公国の支配を回復した。1191年にベーラはフィリッポポリス（現在のブルガリアのプロヴディフ）とシルミウムで娘婿のイサキオス2世と会談を行うが、交渉の結果は不明である。1192年に教皇庁はベーラからの働きかけを受けてハンガリー王ラースロー1世を列聖する。1193年初頭にハンガリー軍はセルビアに侵入するが、イサキオス2世は武力の行使を暗示してハンガリー軍の撤退を要求した。同時期にヴェネツィア共和国のドージェ・エンリコ・ダンドロはザダルの占領を試みるが、二度目の攻撃も失敗に終わる。また、1193年にはクロアチアの貴族フランコパン家の一員であるクルクのバルトロメウにモドルシュ郡を授与している。

### 晩年（1194年 - 1196年）
1194年にベーラは将来のハンガリー王として戴冠した長男のイムレをクロアチア、ダルマチアの統治者に命じる。同年のアルカディオポリスの戦いで東ローマ軍がブルガリア、クマン人、ヴラフ人の連合軍に敗れ、ベーラは東ローマに援軍を派遣しようとした。しかし、1195年4月にイサキオス2世が兄弟のアレクシオスによって廃位されたため、援軍の派遣は中止される。神聖ローマ皇帝ハインリヒ6世は廃位されたイサキオスの支援を名目とする東ローマへの遠征を企てるが、ベーラは臣下にハインリヒの遠征への参加を禁止した。
ベーラは聖地を奪還する十字軍に参加したいと考えており、その願望の表れとして十字架を携えていた。しかし、1196年4月23日にベーラは病没し、宿願を果たすことはできなかった。ベーラの遺体はセーケシュフェヘールヴァールのバシリカに埋葬された。
同時代の人物であるロンドンのリチャードはベーラの身長が際立って高いことを記しており、19世紀に実施された発掘調査の結果、リチャードの記述を根拠としてベーラの遺体が同定され、遺骨の状態から身長は190cmだと推定されている。掘り起こされた遺体はブダペストのマーチャーシュ聖堂に改葬される。

## 家族

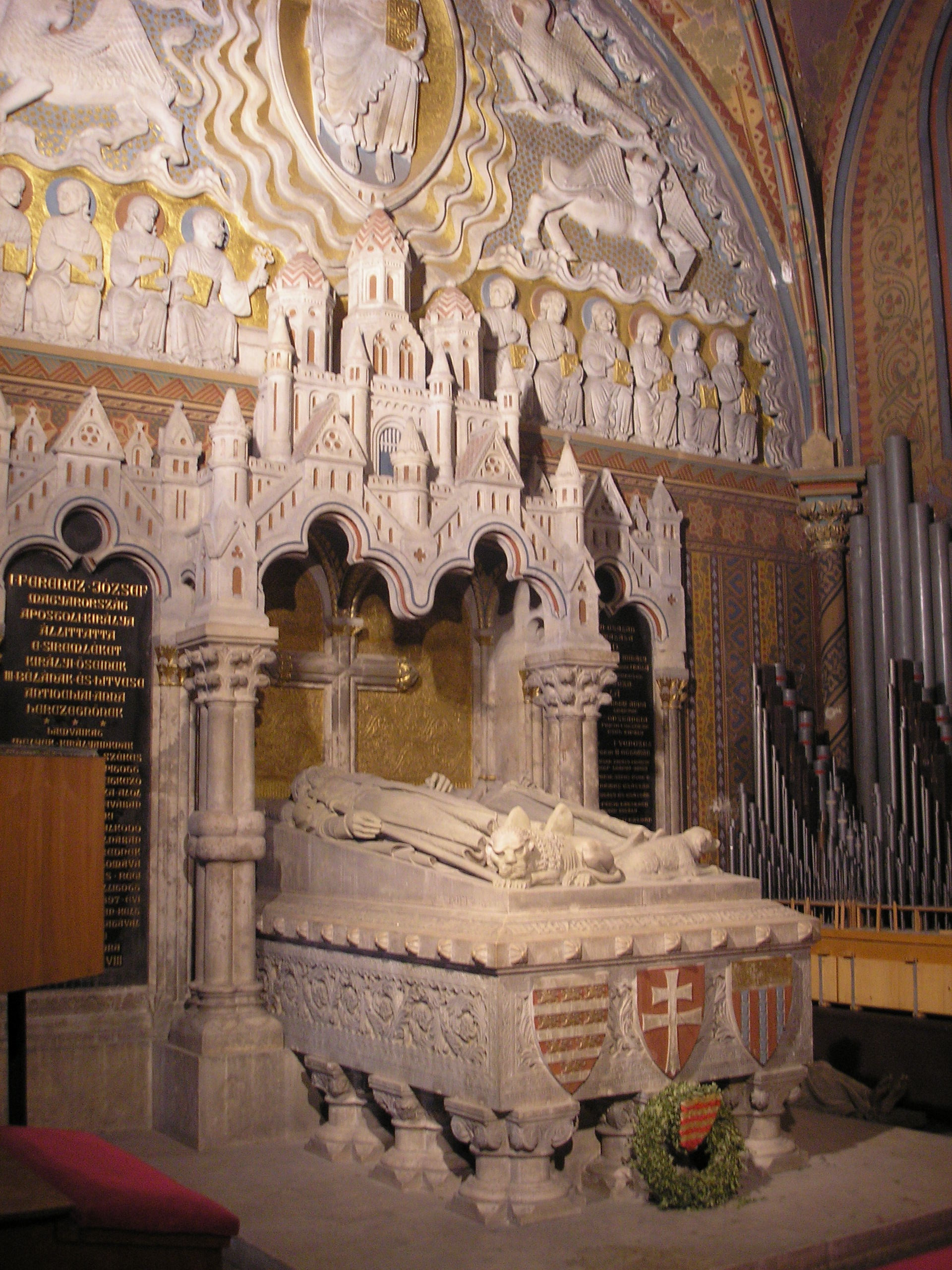
ベーラ3世の墓

ベーラの最初の妻であるアニェス・ド・シャティヨンはアンティオキア公ルノー・ド・シャティヨンとコンスタンスの間に生まれた娘である。アニェスは1149年頃に生まれ、1184年頃に没した。1170年に二人が結婚したとき、アグネスはコンスタンティノープルで「アンナ」に改名した。
1174年にベーラとアンナの最初の子であるイムレが生まれ、1177年頃に次男のアンドラーシュが誕生した。ほかにシャラモンとイシュトヴァーンという名前の男児をもうけたが、いずれも幼少時に没している。
1175年にイムレの妹マルギトが生まれ、マルギトはコンスタンティノープルでマリアに改名した。マリアは9歳、もしくは10歳の時、当時30歳の東ローマ皇帝イサキオス2世の元に嫁ぐ。1204年にイサキオス2世は没し、彼の死後に第四回十字軍によってコンスタンティノープルが占領される。コンスタンティノープルが陥落した後、マリアは十字軍の指導者の一人でテッサロニキを獲得したモンフェッラート侯ボニファーチョ1世と再婚した。史学者のMakkは1210年頃にボニファーチョ1世に先立たれたマリアはサントメールの騎士ニコラス1世と再婚したと記しているが、ピーター・ロックはマリアとニコラス1世の妻は別人だと見なしている。ベーラの次女コンスタンツィアは1198年頃にボヘミア公オタカル1世の元に嫁いだ。ベーラとアンナの間に生まれた3人目の娘は早世し、名前も明らかになっていない。
アンナが没した後、ベーラはマヌエル1世の姉妹テオドラ・コムネナの孫娘で祖母と同名の王女テオドラに結婚を申し込んだ。しかし、テオドラは修道院に入っていたため、1185年にコンスタンディヌーポリ総主教庁によって結婚の申し出は却下された。1185年末、もしくは1186年初にベーラはザクセン公ハインリヒ獅子公の娘マティルデに結婚を申し込むが、マティルデの祖父であるイングランド王ヘンリー2世によって縁談は妨げられる。結局、1186年の夏にベーラはヘンリー2世の義理の娘で夫の若ヘンリー王に先立たれたマルグリット（マルギト）と再婚することになる。マルギトはベーラよりも長く生き、彼の死後に中東に移住した。

## 政策
ベーラ3世は中世のハンガリーの君主の中で最も著名な人物の一人であり、史学者のPál Engelはベーラの治世を「アールパード朝の最盛期であり、一時代の終わり」と表現している。王室裁判所の開設はハンガリー国内での筆記の普及に貢献し、1190年代には初めて封建貴族に特許状が発行された。ベーラの収入を記録した同時代の史料には、ベーラ3世は170,000マルク、純銀に換算して約23トンの年間収入を得ていたことが記されている。記録されている数値が事実であれば、ハンガリー王室は同時代のフランス王室とイングランド王室を超える収入を得ていたことになるが、Pál Engelら多くの歴史家は史料の信憑性を疑問視している。
エステルゴムの町が火事によって焼失した後、1190年頃にベーラは王宮や大聖堂を再建するためにフランスから石工を招いた。石工によってハンガリーに新しい建築様式が導入され、新築された王宮と大聖堂は中欧における最初期のゴシック建築の一例とされている。1190年頃にハンガリーで鋳造されていた貨幣には主としてコンスタンティノープルの教会で使用されていたtwo-barred crossを刻まれており、ベーラの治世にいわゆる「二重十字」がハンガリーの国章の一部になったことを示している。

### 主要文献
- Archdeacon Thomas of Split: History of the Bishops of Salona and Split (Latin text by Olga Perić, edited, translated and annotated by Damir Karbić, Mirjana Matijević Sokol and James Ross Sweeney) (2006). CEU Press. ISBN 963-7326-59-6.
- Deeds of John and Manuel Comnenus by John Kinnamos (Translated by Charles M. Brand) (1976). Columbia University Press. ISBN 0-231-04080-6.
- "Life of John of Rila from the Stishen (Sofia) Prologue". In Petkov, Kiril (2008). The Voices of Medieval Bulgaria, Seventh-Fifteenth Century: The Records of a Bygone Culture. Brill. pp. 265–268. ISBN 978-90-04-16831-2.

- O City of Byzantium, Annals of Niketas Choniatēs (Translated by Harry J. Magoulias) (1984). Wayne State University Press. ISBN 978-0-8143-1764-8.*The Deeds of Frederick Barbarossa by Otto of Freising and his Continuator, Rahewin (Translated and annotated with an introduction by Charles Christopher Mierow with the collaboration of Richard Emery) (2004). Columbia University Press. ISBN 0-231-13419-3.
- The Hungarian Illuminated Chronicle: Chronica de Gestis Hungarorum (Edited by Dezső Dercsényi) (1970). Corvina, Taplinger Publishing. ISBN 0-8008-4015-1.

### 副次文献
- Bartl, Július; Čičaj, Viliam; Kohútova, Mária; Letz, Róbert; Segeš, Vladimír; Škvarna, Dušan (2002). Slovak History: Chronology & Lexicon. Bolchazy-Carducci Publishers, Slovenské Pedegogické Nakladatel'stvo. ISBN 0-86516-444-4
- Berend, Nora; Urbańczyk, Przemysław; Wiszewski, Przemysław (2013). Central Europe in the High Middle Ages: Bohemia, Hungary and Poland, c. 900-c. 1300. Cambridge University Press. ISBN 978-0-521-78156-5
- Curta, Florin (2006). Southeastern Europe in the Middle Ages, 500–1250. Cambridge University Press. ISBN 978-0-521-89452-4
- Dimnik, Martin (2003). The Dynasty of Chernigov, 1146–1246. Cambridge University Press. ISBN 978-0-521-03981-9
- Engel, Pál (2001). The Realm of St Stephen: A History of Medieval Hungary, 895–1526. I.B. Tauris Publishers. ISBN 1-86064-061-3
- Fine, John V. A (1991). The Early Medieval Balkans: A Critical Survey from the Sixth to the Late Twelfth century. The University of Michigan Press. ISBN 0-472-08149-7
- Kontler, László (1999). Millennium in Central Europe: A History of Hungary. Atlantisz Publishing House. ISBN 963-9165-37-9
- Kristó, Gyula; Makk, Ferenc (1981) (ハンガリー語). III. Béla emlékezete [Remembering Béla III]. Magyar Helikon
- Kristó, Gyula; Makk, Ferenc (1996) (ハンガリー語). Az Árpád-ház uralkodói [Rulers of the House of Árpád]. I.P.C. Könyvek. ISBN 963-7930-97-3
- Lock, Peter (1995). The Franks in the Aegean, 1204–1500. Longman. ISBN 0-582-05139-8
- Magaš, Branka (2007). Croatia Through History. SAQI. ISBN 978-0-86356-775-9
- Magdalino, Paul (1993). The Empire of Manuel Komnenos, 1143–1180. Cambridge University Press. ISBN 0-521-52653-1
- Makk, Ferenc (1989). The Árpáds and the Comneni: Political Relations between Hungary and Byzantium in the 12th century (Translated by György Novák). Akadémiai Kiadó. ISBN 963-05-5268-X
- Makk, Ferenc (1994). “III. Béla”. In Kristó, Gyula; Engel, Pál; Makk, Ferenc (ハンガリー語). Korai magyar történeti lexikon (9–14. század) [Encyclopedia of the Early Hungarian History (9th–14th centuries)]. Akadémiai Kiadó. pp. 91–92. ISBN 963-05-6722-9
- Molnár, Miklós (2001). A Concise History of Hungary. Cambridge University Press. ISBN 978-0-521-66142-3
- Rady, Martyn (2000). Nobility, Land and Service in Medieval Hungary. Palgrave. ISBN 0-333-80085-0
- Runciman, Steven (1951). A History of the Crusades, Volume II: The Kingdom of Jerusalem and the Frankish East 1100–1187. Cambridge University Press. ISBN 0-521-06162-8
- Stephenson, Paul (2000). Byzantium's Balkan Frontier: A Political Study of the Northern Balkans, 900–1204. Cambridge University Press. ISBN 978-0-521-02756-4
- Treadgold, Warren (1997). A History of the Byzantine State and Society. Stanford University Press. ISBN 0-8047-2630-2